# Październik: 10 dni, które wstrząsnęły światem
Październik (ros. Октябрь (Десять дней, которые потрясли мир) – radziecki film niemy z 1928 roku w reżyserii Siergieja Eisensteina nakręcony w formie fabularyzowanego dokumentu. Rekonstrukcja przewrotu i wybuchu Rewolucji Październikowej w Piotrogrodzie w 1917 roku. Film uznawany za klasyk kina propagandy. Jest trzecią częścią trylogii filmowej po filmach Strajk z 1924 roku i Pancernik Potiomkin z 1925 roku.